# Вилучення запасів корисної копалини
Вилучення запасів корисної копалини (рос. извлечение  запасов, англ. recovery of reserves, extraction; нім. Ausbringen) — оцінка (міра) повноти використання запасів родовищ корисних копалин при видобутку, повноти добування компонента з вихідної сировини в концентрат при збагаченні видобутої мінеральної сировини.

## Розрахунок вилучення запасів
Вилучення запасів обчислюється як відношення кількості вилученої речовини або компонента, що перейшов внаслідок того або іншого процесу у відповідний продукт (видобуту руду, вугілля, концентрат, штейн тощо), до її кількості у вихідній сировині (родовищі, руді, вугіллі, шихті тощо), виражається у %, або частках одиниці.
Вилучення запасів нафти (газу) оцінюється відношенням величини видобутку до балансових запасів і залежить від в'язкості нафти, колекторних властивостей бокових порід, режиму і методів інтенсифікації при експлуатації покладу. Вилучення запасів нафти в сучасних процесах видобутку становить 30—70 % (за кінцевою нафтовіддачею), газу — 70-85 %, попутного нафтового газу — бл. 70 %.

### При видобутку корисних копалин
При видобутку твердих корисних копалин вилучення запасів визначається за формулою:
{\displaystyle K_{B}={\frac {\Delta }{\rm {B}}}\cdot {\frac {a-b}{c-b}}}
де КВ — коефіцієнт дійсного вилучення корисного компонента з балансових запасів; Δ — об'єм видобутої корисної копалини, Β — балансові погашені запаси; а, с, b — середні вмісти корисного компонента при видобутку (а), в балансових запасах (с), у породах, що добуваються (b).
Вилучення запасів зв'язане з втратами (ВT) і розубоженням (Р) такими співвідношеннями:
{\displaystyle K_{B}=1-B_{T}+{\frac {\Pi }{B}}}, {\displaystyle K_{Q}=1-P\left({1-{\frac {b}{c}}}\right)}
де Π — об'єм видобутих пустих порід, КQ — коефіцієнт зміни якості корисної копалини.
Вилучення запасів при видобутку корисних копалин складає (%):
- для міді — 70-80,
- свинцю — 70-75,
- цинку — 65-80,
- олова — 50-65,
- заліза — 70-75,
- марганцю — 65-75,
- хрому — 75-80,
- вугілля — 75-80,
- калійних солей — 20-40.

### При збагаченні корисних копалин
Оскільки в технологічних процесах сировина повністю не розділяється на складові елементи або сполуки, а тільки змінюється концентрація речовин до заданої величини, то вилучення залежить від початкової концентрації α, концентрації в отриманому продукті β і його виходу γ:
{\displaystyle B={\frac {\gamma \cdot \beta }{\alpha }}\cdot 100\%}
Частіше за все вилучення визначають для збагаченого продукту: концентрату, штейну та ін.
При цьому розрізняють:
- товарне вилучення, що визначається через відношення маси компонента, який вилучається в товарному продукті і сировині;
- технологічне вилучення, що визначається за концентраціями компонента у вихідному і всіх кінцевих продуктах технологічного процесу.

Розбіжність між товарним і технологічним вилученням вказує на неточність аналізу концентрацій, опробування, суттєві механічні втрати в технологічному процесі.
Вилучення при збагаченні (Е) визначається за загальними формулами (%):
{\displaystyle E_{TOBAP}={\frac {\beta \cdot Q_{\Pi }}{\alpha \cdot Q_{\rm {B}}}}},

{\displaystyle E_{TEXH}={\frac {\beta \left({\alpha -V}\right)}{\alpha \left({\beta -V}\right)}}\cdot 100}
де QП, QВ — продуктивність фабрики по продукту, який розглядається і вихідному, т/год; V — вміст компонента у відходах збагачення, %.
Для збагачення вугілля характерним показником розділення є вилучення горючої маси в концентрат:
{\displaystyle \varepsilon _{K}={\frac {\gamma _{K}\left({100-A_{K}^{d}}\right)}{100\left({100-A_{O}^{d}}\right)}}}
де {\displaystyle {A_{O}^{d}}} — зольність вихідного продукту; γК, {\displaystyle {A_{K}^{d}}} — вихід та зольність концентрату.
Величина вилучення для різних корисних копалин залежить від досконалості техніки і технології збагачення і перебуває, як правило, в таких межах (%):
- для заліза 80-90,
- марганцю 60-75,
- міді сульфідної 85-90,
- молібдену 95,
- цинку 60-90,
- нікелю 80-90,
- свинцю 90-95,
- олова 60-75,
- вольфраму 65-90.